# (13975) Beatrixpotter
(13975) Beatrixpotter est un astéroïde de la ceinture principale.

## Description
(13975) Beatrixpotter est un astéroïde de la ceinture principale. Il fut découvert le 30 janvier 1992 à La Silla par Eric Walter Elst. Il présente une orbite caractérisée par un demi-grand axe de 2,48 UA, une excentricité de 0,09 et une inclinaison de 5,5° par rapport à l'écliptique.